# Fair Oaks (Califòrnia)
Fair Oaks és una concentració de població designada pel cens dels Estats Units a l'estat de Califòrnia. Segons el cens del tenia 28.008 habitants.

## Demografia
Segons el cens del 2000, Fair Oaks tenia 28.008 habitants, 11.203 habitatges, i 7.842 famílies. La densitat de població era de 1.093,4 habitants/km².
Dels 11.203 habitatges en un 29,6% hi vivien nens de menys de 18 anys, en un 56,4% hi vivien parelles casades, en un 9,8% dones solteres, i en un 30% no eren unitats familiars. En el 23,5% dels habitatges hi vivien persones soles el 6,5% de les quals corresponia a persones de 65 anys o més que vivien soles. El nombre mitjà de persones vivint en cada habitatge era de 2,47 i el nombre mitjà de persones que vivien en cada família era de 2,91.
Per edats la població es repartia de la següent manera: un 22,8% tenia menys de 18 anys, un 6,8% entre 18 i 24, un 26,8% entre 25 i 44, un 29,9% de 45 a 60 i un 13,8% 65 anys o més.
L'edat mediana era de 41 anys. Per cada 100 dones de 18 o més anys hi havia 93,3 homes.
La renda mediana per habitatge era de 63.252 $ i la renda mediana per família de 74.864 $. Els homes tenien una renda mediana de 52.365 $ mentre que les dones 39.138 $. La renda per capita de la població era de 31.874 $. Entorn del 4,6% de les famílies i el 6,5% de la població estaven per davall del llindar de pobresa.

## Poblacions més properes
El següent diagrama mostra les poblacions més properes.